# Río de Oro (Melilla)

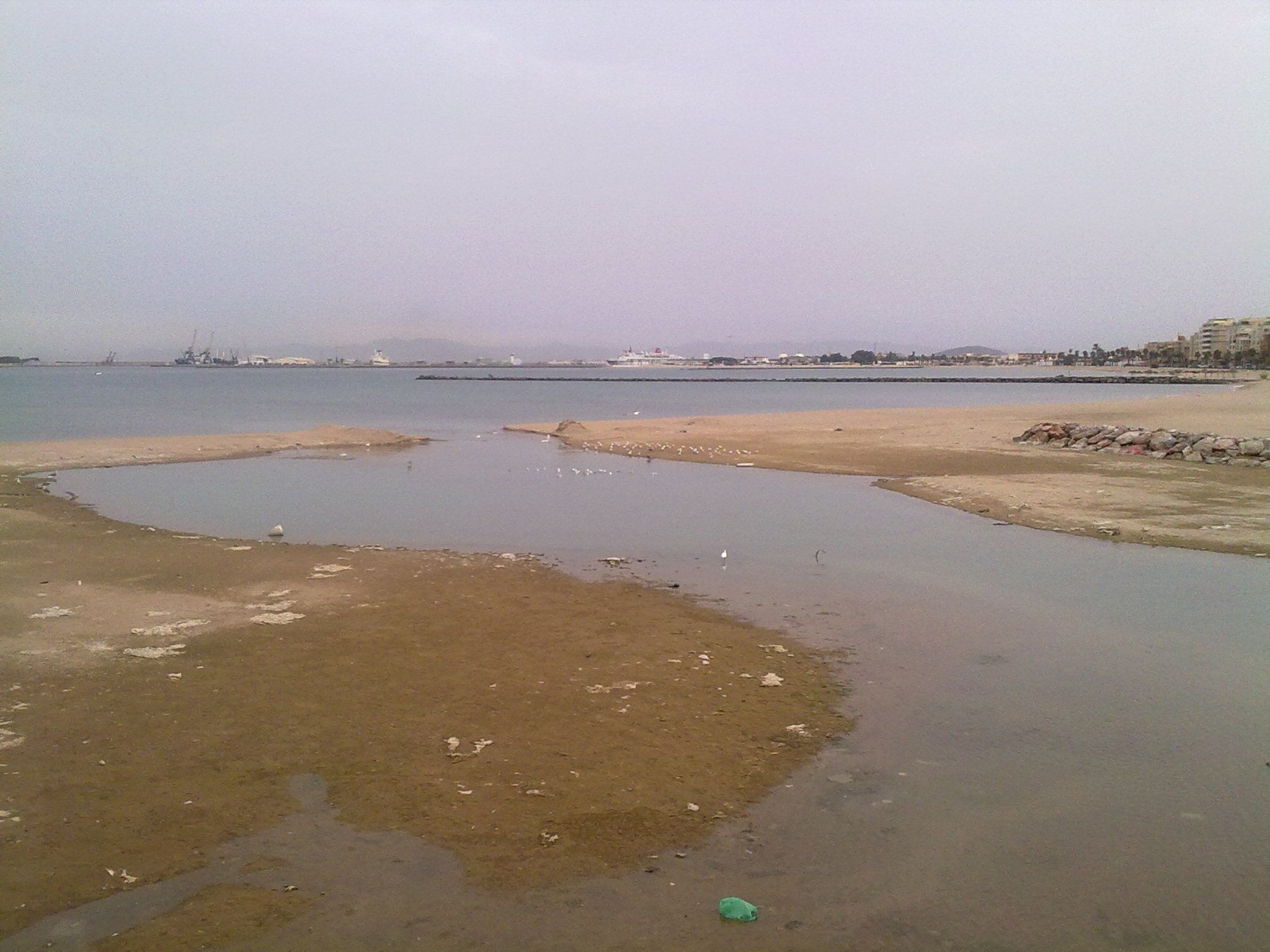
De monding van de Río de Oro in Melilla

De Río de Oro (Rivier van Goud) is een seizoensgebonden rivier in het noordoosten van Marokko en de Spaanse enclave Melilla. De rivier ontspringt op de westelijke flanken van het Gourougougebergte (Jebel Gourougou), nabij het Marokkaanse dorp Farkhana, op een hoogte van circa 800 meter. Vanaf daar stroomt zij in westelijke richting naar Melilla, waar zij uitmondt in de Middellandse Zee.
De rivier passeert onderweg zowel agrarisch gebied als stedelijke zones. Binnen Melilla is de rivier gedeeltelijk gekanaliseerd en geïntegreerd in de stadsinfrastructuur. De bedding staat 's zomers vaak droog, maar kan tijdens het regenseizoen aanzienlijke hoeveelheden water afvoeren, wat sporadisch tot overstromingen leidt.

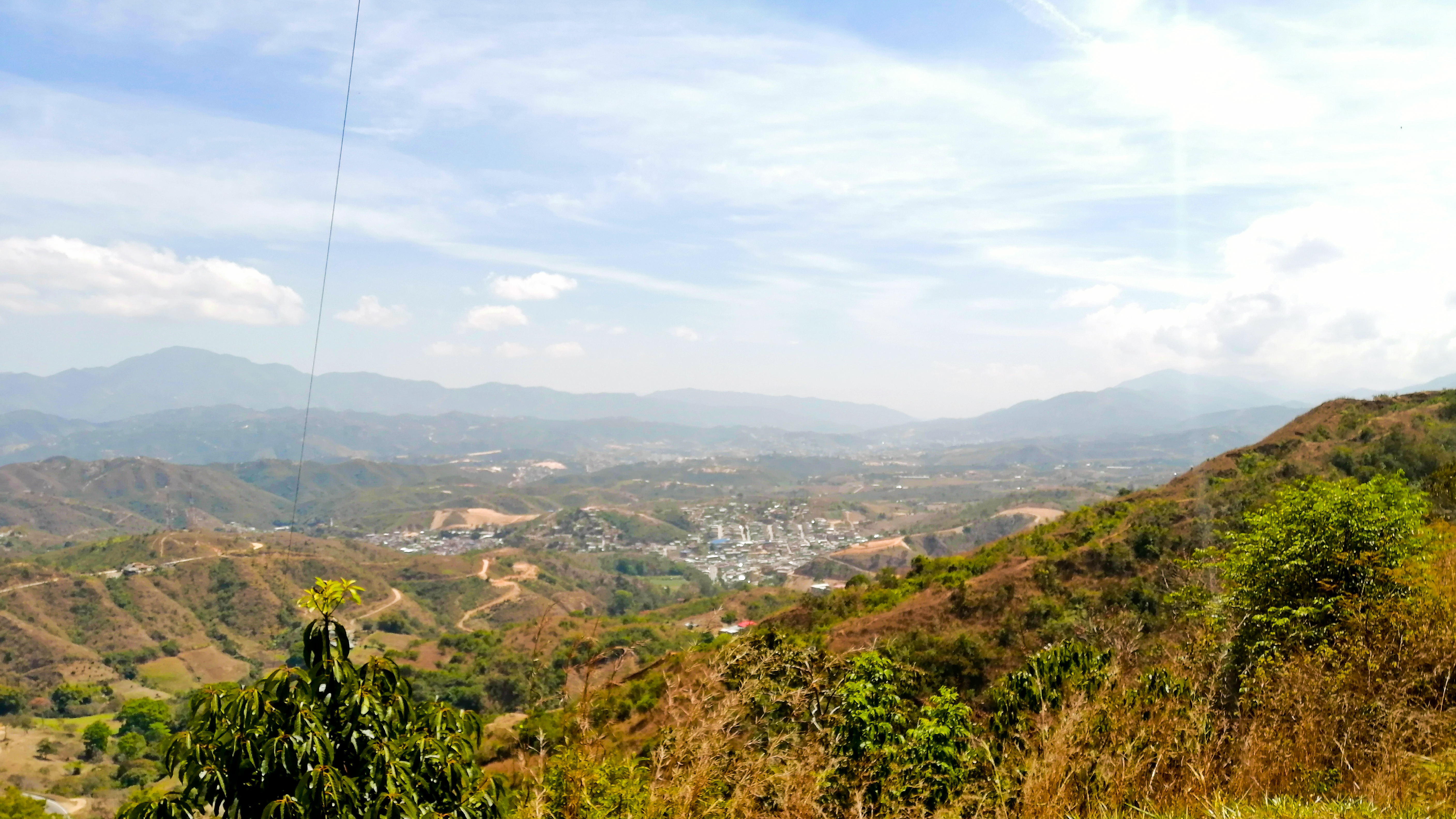

## Ecologie
De rivier vormt in bepaalde perioden van het jaar een belangrijk ecosysteem voor trekvogels en andere fauna, vooral in de delta bij Melilla. Er zijn pogingen gedaan om het riviergebied te renatureren en te beschermen tegen verstedelijking, vooral in het kader van stedelijke uitbreiding in Melilla.

## Menselijk gebruik en omgeving
In het bovenloopgebied nabij Farkhana wordt water uit de rivier soms gebruikt voor kleinschalige irrigatie. In Melilla heeft de rivier historische betekenis als natuurlijke grens en werd zij in het verleden ook als verdedigingslinie beschouwd. Vandaag de dag zijn delen van de rivierbedding ingebed in stedelijke infrastructuur, waaronder wegen en bruggen.